# Christine Delmarle
Christine Delmarle (Roubaix, 7 giugno 1952) è un'ex cestista francese.

## Carriera
Con la Francia ha disputato i Campionati del mondo del 1979 e quattro edizioni dei Campionati europei (1972, 1974, 1976, 1978).